# SN 2002gt
SN 2002gt – supernowa typu Ia odkryta 10 października 2002 roku w galaktyce A024029-0022. W momencie odkrycia miała maksymalną jasność 21,70m.